# Buky na Bouřňáku
Buky na Bouřňáku jsou přírodní památka u Nového Města poblíž Mikulova v okrese Teplice. Důvodem ochrany je zbytek staré bučiny s vlajkovými formami korun.